# Stanisław Grabski

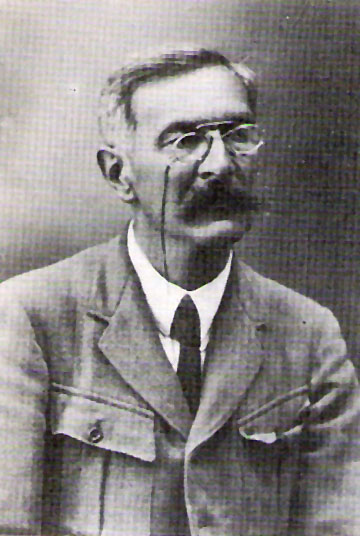
Stanisław Grabski.

Stanisław Grabski, född 5 april 1871, död 6 maj 1949, var en polsk nationalekonom och politiker. Han var bror till Władysław Grabski.
Grabski var professor vid universitetet i Lwow. Han var ursprungligen socialdemokrat, men övergick 1905 till nationaldemokraterna, samt blev medlem av nationalkommittén i Paris 1917. Han var kultusminister 1923 och 1925-26 och avslöt konkordatet med påven 1925.